# Daniel Aaron
Daniel Aaron (Chicago, Illinois, 4 de agosto de 1912 — Cambridge, 30 de abril de 2016) foi um escritor e acadêmico norte-americano.